# Livre ottomane
Pour les articles homonymes, voir Livre (monnaie).
La livre ottomane (en turc ottoman ليرا, līrā), dite parfois lire ottomane, est l'ancienne unité monétaire de l'Empire ottoman, de 1843 au 29 octobre 1923, date à laquelle elle est remplacée par la livre ou lire turque.

## Histoire
La livre ottomane de 100 kuruş (ou « piastres », en français) ou 4 000 para est mise en place au cours des réformes des années 1843-1844 et 1856-1863, l'ère des Tanzimat, qui adopte un système bimétallique simplifié, avec une valeur de 6,615 19 g d'or pur soit 99,829 2 g d'argent pur, ce qui fait au change à l'époque l'équivalent de 22,50 francs-or (9/10e de livre sterling). Après 1878, domine seul l'étalon-or. Elle est à l'origine de l'actuelle livre turque.
La livre ottomane succède à l'ancien système monétaire ottoman, qui était d'une grande complexité. Après la dépréciation de l'akçe au XVIIIe siècle, la piastre ottomane, appelée kuruş était devenue la principale unité de compte, mais connût à son tour une dégradation de sa valeur dans les décennies suivantes, accentuée par les conflits avec l'Europe et les tensions nationalistes au sein de l'Empire, l'émission d'emprunts, de papiers monétaires et d'une importante augmentation de la dette publique.
Après la révolution de 1923 qui fonde la Turquie moderne, elle reste en circulation jusqu'en 1927.

## Frappes et émissions

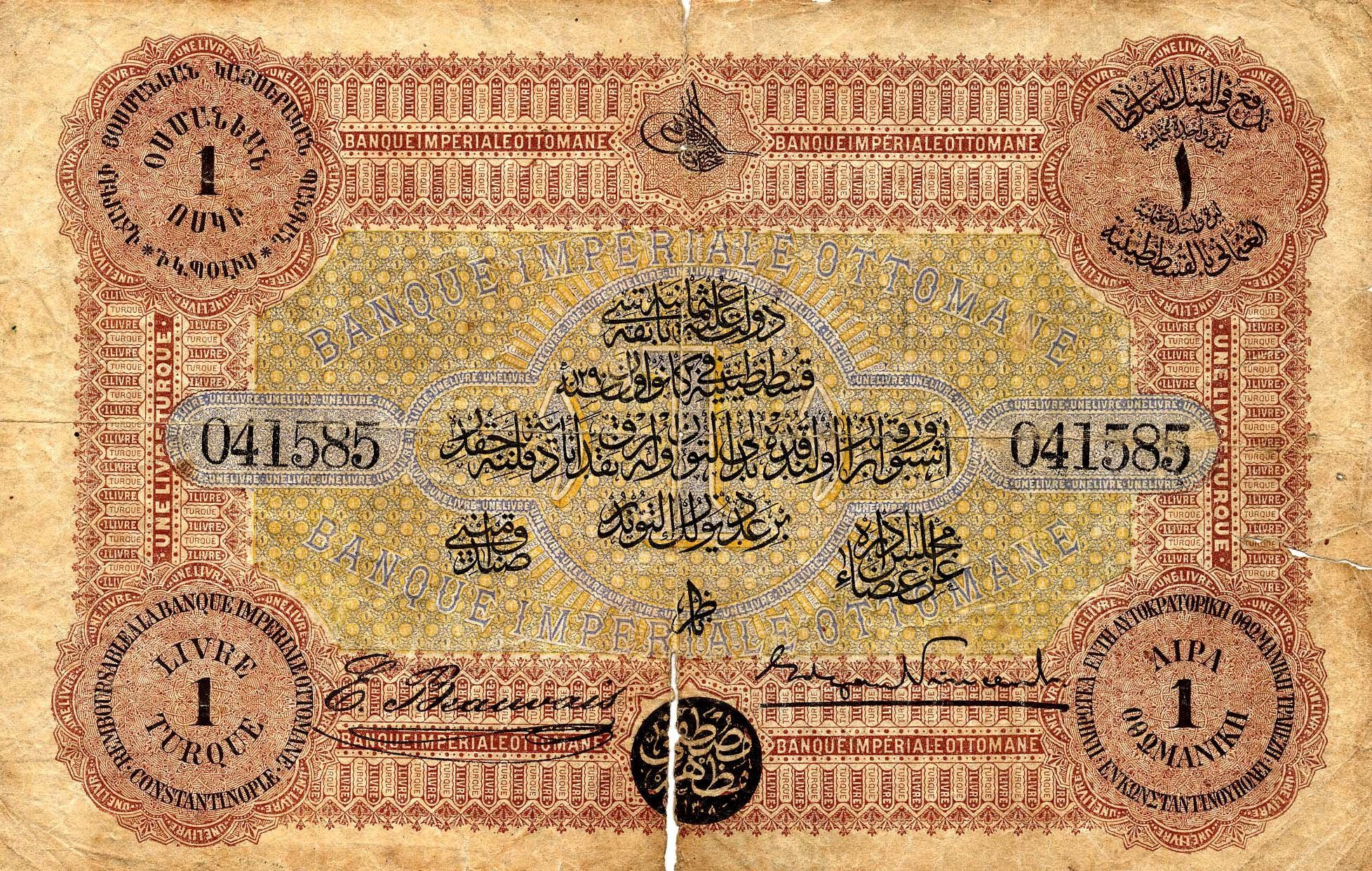
Billet de 1 livre ottomane émis sous Abdülhamid II par la Banque impériale ottomane en 1880 à Constantinople, en cinq langues (sources : SALT Research).

### Pièces
Entre 1844 et 1855 sont frappées des pièces en cuivre de 1, 5, 10 et 20 para, des pièces en argent de ½, 1, 2, 5, 10 et 20 kuruş, et des pièces en or de ¼, ½, 1, 2½ et 5 livres. Les monnaies de cuivre disparaissent entre 1863 et 1879. En 1899, des pièces en billon de 5 et 10 para sont frappées, suivies par des pièces en nickel de 5, 10, 20 et 40 kuruş à partir de 1910. En 1914, l'Empire quitte l'étalon-or mais poursuit ses frappes de monnaies en or, tandis que la livre-papier subit une dépréciation.

### Billets
Les premiers billets en livre sont fabriqués par la Banque impériale ottomane à partir de 1862, d'une valeur de 200 kuruş. Dénommés kaime-i mutebere (« document de valeur garanti »), ils comportaient des mentions en turc ottoman et en français. Entre 1876 et 1910, sont émis des billets en kuruş (piastres) et en livres. En 1914, un billet de 1 000 livres est fabriqué par le Trésor ottoman. Durant les années suivantes, la livre-papier, qui a cours forcé, subit une décote de 90 % face à l'or sur le marché parallèle.